# Aranyaka
Aranyaka (sanskr. "Skogsböcker") utgör en del av hinduismens shruti; ibland anses de som brahmana, ibland som upanishader. I Aranyakas avhandlas filosofi, offer (särskilt den sakrala elden) och helger.